# Podział administracyjny Erytrei
Erytrea jest podzielona na 6 regionów administracyjnych.
| nr na mapie | region                             | stolica regionu | powierzchnia (km²) | liczba mieszkańców | liczba mieszkańców | liczba mieszkańców | liczba mieszkańców |  |
| nr na mapie | region                             | stolica regionu | powierzchnia (km²) | 1995               | 2001               | 2005               | 2008               |  |
| ----------- | ---------------------------------- | --------------- | ------------------ | ------------------ | ------------------ | ------------------ | ------------------ |  |
| 4           | Anseba                             | Keren           | 23 200             | 400 846            | 484 200            | 549 000            | 731 769            |  |
| 1           | Region Centralny                   | Asmara          | 1 300              | 502 300            | 595 900            | 675 700            | 917 105            |  |
| 3           | Gasz-Barka                         | Barentu         | 33 200             | 515 667            | 625 100            | 708 800            | 941 548            |  |
| 5           | Region Północny Morza Czerwonego   | Massaua         | 27 800             | 392 653            | 576 200            | 653 300            | 717 025            |  |
| 2           | Region Południowy                  | Mendefera       | 8 000              | 702 502            | 839 700            | 952 100            | 1 282 730          |  |
| 6           | Region Południowy Morza Czerwonego | Assab           | 27 600             | 189 627            | 73 700             | 83 500             | 346 226            |  |
|             | razem                              |                 | 121 100            | 2 703 595          | 3 194 800          | 3 622 400          | 4 936 403          |  |